# Coarazuphium
Coarazuphium is een geslacht van kevers uit de familie van de loopkevers (Carabidae). De wetenschappelijke naam van het geslacht is voor het eerst geldig gepubliceerd in 1998 door Gnaspini; Vanin & Godoy.

## Soorten
Het geslacht Coarazuphium omvat de volgende soorten:
- Coarazuphium bezerra Gnaspini, Vanin & Godoy, 1998
- Coarazuphium cessaima Gnaspini, Vanin & Godoy, 1998
- Coarazuphium formoso Pellegrini & Ferreira, 2011
- Coarazuphium pains Alvares & Ferreira, 2002
- Coarazuphium tapiaguassu Pellegrini & Ferreira, 2011
- Coarazuphium tessai (Godoy & Vanin, 1990)